# IX. Lajos hessen–darmstadti tartománygróf
IX. Lajos hessen–darmstadti tartománygróf (németül: Ludwig IX., Landgraf von Hessen-Darmstadt; Darmstadt, 1719. december 15. – Pirmasens, 1790. április 6.) 1768–1790 között Hessen–Darmstadt uralkodója tartománygrófként. Szenvedélyesen lelkesedett a hadászatért; nevéhez köthető Hessen–Darmstadt katonai középhatalommá tétele és a hadsereg főhadiszállásául szolgáló Pirmasens település városi rangra emelése. A II. Erzsébet brit királynő halála után trónra lépő III. Károlynak apai ágon a felmenője, így 2022. szeptember 8. után valamennyi európai uralkodó az ő leszármazottja.

## Élete

### Ifjúkora és a hanaui örökség
1719. december 15-én született Darmstadtban VIII. Lajos hessen–darmstadti tartománygróf (1691–1768) és Sarolta hanau–lichtenbergi grófnő (1700–1726) elsőszülött fiaként. Szülei házasságából két további gyermek származott: György Vilmos és Karolina Lujza.
Édesanyja korai halála után a gyermek Lajos neveltetését apai és anyai nagyapja közösen felügyelték; a trónörökös a Hanau melletti Phillippsruhe kastélyában töltötte gyermekkora egy részét. A lengyel örökösödési háború kitörése miatt 1735-ben öccsével a hanaui fővárosban található uralkodói rezidenciába, Buchsweilerbe költözött. 1736–37 tele alatt a fivérek a Strasbourgi Egyetemen folytatták tanulmányaikat Johann Daniel Schöpflinnél és Johann Martin Silberradnál. Itt-tartózkodásuk alatt az anyai nagyapjuk által építtetett uralkodói rezidenciában, a későbbi Hôtel de Hanauban laktak.
Anyai nagyapjának, III. János Reinhard hanau–lichtenbergi grófnak nem született fiúgyermeke, ezért a gróf mindent elkövetett, hogy halála után a grófi titulust leánya, Sarolta, illetve az ő elhunyta után unokája, Lajos hessen–darmstadti herceg örökölje. III. János Reinhard valamennyi uradalmát fiúunokájának szánta, azonban a münzenbergi országrészre egy korábbi megállapodásra hivatkozva VIII. Vilmos hessen–kasseli tartománygróf is igényt tartott. III. János Reinhard 1736-ban meghalt; Lajos unokája apja gyámkodása mellett átvette Hanau–Lichtenberg kormányzását, a münzenbergi rész pedig a hessen–kasseli tartománygrófé lett, azonban Babenhausen hovatartozásának a kérdésében egészen 1773-ig nem született megállapodás a darmstadtiak és a kasseliek között. Lajos 1740-ben érte el a nagykorúságot, ettől fogva gyám nélkül uralkodott Hanau–Lichtenbergben. Hadügyi fejlesztései hatalmas összegeket emésztettek fel, és pénzügyi válságot okoztak a grófságban.
1740–41 telén tanulmányainak zárásaként európai tanulmányutat tett, melynek során eljutott a francia királyok versailles-i udvarába is, és bemutatták XV. Lajos francia királynak. Felkérésére 1762-ben Friedrich Karl von Moser államtudós a porosz berendezkedést alapul véve tervezetet dolgozott ki a hesseni állam megreformálására. Moser javaslatait Der Herr und der Diener című fejedelmi tükre 1763-as francia publikálása után Lajos elvetette.

### Katonai pályafutása
Katonai kiképzése 1733-tól a hessen–darmstadti hadseregben folyt, apai nagyapja, Ernő Lajos hessen–darmstadti tartománygróf ekkor emelte a testőrezred (Leibregiment) címzetes ezredesévé. 1741-ben megalapította a gránátos testőrségi ezred (Leib-Grenadier-Garde-Regiment) első századát a lotaringiai Bärenthalban, mely akkor Hanau–Lichtenberghez tartozott. A századot hamarosan áthelyezték Pirmasensbe; a település a katonák ott-állomásozásának és mindenekelőtt IX. Lajos fejlesztéseinek köszönhetően helyőrségi várossá nőtte ki magát az évek alatt. A nagyapja építtette pirmasensi vadászkastélyt uralkodói palotává bővítette; az épületet 1793-ban a francia katonák kifosztották, ezután lassú enyészetnek indult, mígnem a 19. század első felében lebontották. 1742 januárjában Vilmos Henrik nassau–saarbrückeni fejedelemtől megvásárolta a francia Royal-Allemand lovassági ezredet, hogy ezzel vehessen részt az osztrák örökösödési háborúban. Egy betegség miatt megkésve, ősszel csatlakozott a hadmozdulatokhoz, így csak az osztrákok ostromolta Prága alóli dicstelen visszavonulást vezényelhette le. 1743-ban porosz szolgálatba lépett: a selchowi gyalogos ezred parancsnokának nevezeték ki; a tisztséget egészen 1757-ig töltötte be. Az osztrákokkal szimpatizáló apja, VIII. Lajos tiltakozása ellenére öccsével részt vett az 1744-es és 1745-ös sziléziai hadjáratokban; ezután előbb öt évre Pirmasensbe, majd 1750-ben Prenzlauba költözött, de továbbra is a porosz hadsereg kötelékében maradt.
1756 végén, a hétéves háború kitörésekor visszahívták az ezredéhez, és egy körülbelül tízezer fős sereg élén Sziléziába vezényelték. Apja tartott attól, hogy ha a hessen–darmstadti trónörökös a poroszok oldalán részt vesz a háborúban, ez okot adhat a poroszokkal ellentétes oldalon harcoló, a hesseniekkel szövetséges franciáknak az ország elleni fellépésre; ezért VIII. Lajos sürgetésére 1757 őszén kilépett a porosz szolgálatból. Egy hosszabb Bad Ems-i kúrát követően Pirmasensben rendezkedett be. 1764 őszén az osztrákokhoz szegődött, itt altábornagyból (Feldmarschall-Leutnant) tábori főhadszertárnokká (Obrist-Feldzeugmeister) léptették elő, és 1767-es bécsi látogatásának alkalmából egy gyalogosezredet is kapott.

### Magánélete; házassága és gyermekei
Ifjúkorától fogva nagy érdeklődést tanúsított a hadászat iránt; házasságának harminckét évéből ezért töltött tizennyolcat a feleségétől távol, a katonák között. 1757-től fogva állandó jelleggel Pirmasensben élt; felesége udvartartása előbb Buchsweilerben, 1767-től pedig Darmstadtban volt. Kortársai, feleségét is beleértve, gúnyosan szemlélték rajongását a hadseregért, „katonásdi játékát” (Soldatenspielerei). Legkedvesebb időtöltése katonái gyakorlatozásának szemléje volt; illetve dobra írt katonai indulókat, naplója szerint 1764 májusáig több, mint 10 000 darabot szerzett; halála körül ez a szám állítólag 91 000 fölött járt. A katonák egyenruháját maga tervezte. Közvetlen környezetét tisztek alkották, az udvaroncokat és a nemeseket kevés kivétellel nem tűrte meg maga mellett.

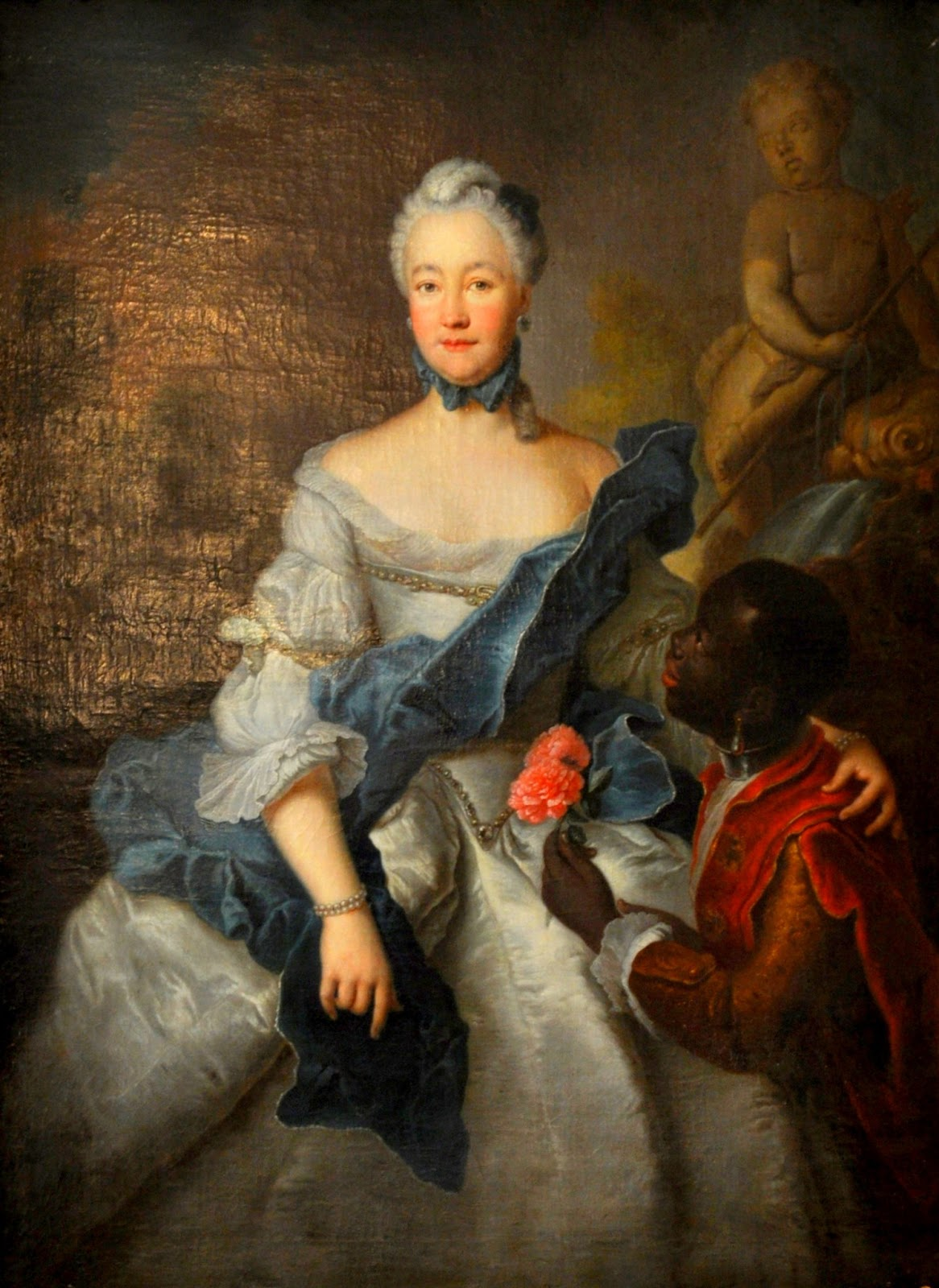
IX. Lajos felesége, Henrietta Karolina, „a nagy tartománygrófné”

Serdülőkorától kezdve mintegy ötven éven keresztül rendkívüli akkurátussággal vezetett naplót; és babonásan rettegett a kísértetektől. Pirmasensben 1778-ban „Zur brennenden Granate” néven szabadkőműves páholyt alapított.
1741. augusztus 20-án, Zweibrückenben feleségül vette Henrietta Karolina pfalz–zweibrückeni hercegnőt (1721–1774), III. Keresztély pfalz–zweibrückeni herceg és Karolina nassau–saarbrückeni grófnő leányát, kora egyik legműveltebb asszonyát, akit Johann Wolfgang von Goethe „a nagy tartománygrófné” (die große Landgräfin) jelzővel illetett. A hercegnőt egy, a majdani anyósánál tett bergzaberni látogatás után jegyezte el. Prenzlaui éveik alatt a házaspár gyakorta, esetenként hosszabb ideig tartózkodott Berlinben II. Frigyesnél, akivel mind az őt katonai eredményeiért csodáló IX. Lajos, mind a porosz király szellemes társaságát élvező Henrietta Karolina tartománygrófné baráti viszonyt alakított ki. IX. Lajos és Henrietta Karolina házasságából nyolc gyermek származott:
- Karolina (1746–1821), férje V. Frigyes hessen–homburgi tartománygróf,
- Friderika Lujza (1751–1805), férje II. Frigyes Vilmos porosz király,
- Lajos (1753–1830), Hessen–Darmstadt tartománygrófja, utóbb Hessen nagyhercege,
- Amália (1754–1832), férje Károly Lajos badeni trónörökös herceg,
- Vilma, orosz nevén Natalja Alekszejevna (1755–1776), férje Pavel Petrovics orosz trónörökös,
- Lujza (1757–1830), férje Károly Ágost szász–weimar–eisenachi nagyherceg,
- Frigyes (1759–1802), francia katonatiszt,
- Keresztély (1763–1830), holland katonatiszt és szabadkőműves.

Pirmasensben több évig tartó viszonya volt Ernestine Rosine Flachslanddal (1742–1774?), akitől egy házasságon kívüli gyermeke, Ernst Ludwig von Hessenzweig (1761–1774) is született. Hitvese halála után IX. Lajos nagy botrányokat kavart azzal, hogy Párizsban keresett magának szeretőket. Marie Adélaïde Cheirouze (1752–1787 körül) nevű szeretőjével Emsben 1775 októberében morganatikus házasságot kötött; az asszony megkapta a Lemberg grófnéja (Comtesse de Lemberg) címet. Amikor kiderült, hogy viszonya van Johann Daniel Cappes tanácsossal, Strasbourgba menekült, IX. Lajos pedig 1778 januárjában felbontatta a házasságot, és visszavonta a császárhoz decemberben benyújtott folyamodványát, melyben arra kérte az uralkodót, hogy emelje Cheirouze-t birodalmi grófnővé (Reichsgräfin). 1779-től Louise Madeleine Françoise Simon (1757–1829) volt a szeretője, őt egy 15. században kihalt nemesi család után a Madame de Bickenbach titulussal illette.

## Uralkodása
Apja 1768-as halála után a felvilágosult abszolutizmus szellemében, reformokkal kezdte meg uralkodását Hessen–Darmstadtban. Az új tartománygróf írott utasításokon keresztül intézte az ügyeket, ő maga továbbra is Pirmasensben élt, noha a kormányzás átvételét megelőzően, azt előkészítendő többször is hónapokig tartózkodott a fejedelemség fővárosában, később pedig 1770-ben és 1772-ben is huzamosabb időre Darmstadtba látogatott. 1772 nyarán négy hónapot töltött a Darmstadthoz közeli bickenbachi vadászkastélyban, ekkor szemlézte az újonnan épült darmstadti felvonulási teret. Távolléte alatt Darmstadtban öccse, György Vilmos, valamint a trónörökös Lajos herceg képviselte a fejedelmi családot.
A reformok keretében lecserélte a vezető hivatalnokokat, betiltotta a termőterületeket és ezáltal a mezőgazdaságot veszélyeztető hajtóvadászatokat és a vadgazdálkodást, értékesítette a vadászkastélyok és a felesleges gazdasági épületek többségét, visszafogta a kultúrára (elsősorban zenére és színházra) szánt kiadásokat, és a pénzt ehelyett a hadseregre fordította: Darmstadtban például új felvonulási teret építtetett, és a lakosság lakhatásának támogatása helyett a kaszárnyákat bővítette. Pirmasensben – a lakhelyeként szolgáló új palota mellett – fedett csarnokot emeltetett, hogy a katonák rossz időben is gyakorlatozhassanak. A sereget porosz minta alapján tervezte megreformálni; a hadseregfejlesztés teremtette meg az alapot arra, hogy Hessen középhatalom legyen a napóleoni rendszerben és a Német Szövetségben. Az elterjedt vélekedés szerint IX. Lajos ellenezte a Soldatenhandelt (’katonakereskedelem’), vagyis azt a gyakorlatot, hogy a kisebb német fejedelemségek anyagi ellenszolgáltatásért cserébe „bérbe adták” hadseregüket más államoknak. IX. Lajos valóban ellene volt annak, hogy a bérbe adott csapatokat a tengerentúlra vigyék, de a franciákkal és a hollandokkal maga is egyezkedett – sikertelenül ugyan – a célból, hogy a hessen–darmstadtiak ugyanolyan pozícióba jussanak, mint Soldatenhandelben vezető szerepet játszó hessen–kasseliek.
1772-ben, miután császári végrehajtó érkezett az adósságok behajtására, államminiszterré nevezte ki Friedrich Karl von Mosert azzal a megbízással, hogy rendezze a IX. Lajos nagyapja uralkodása ideje óta görgetett államadósságot. A fejedelemség pénzügyi gondjait IX. Lajos hadi kiadási is súlyosbították; a helyzet odáig fajult, hogy a tartománygrófné úgy tudta csak fedezni a gyermekek oktatását, hogy titokban elzálogosította ékszereit. Moser erőfeszítéseinek köszönhetően IX. Lajos halála után fia nem mínuszban, hanem pluszban lévő államkincstárat örökölt. A pénzügyek rendezése után Moser végrehajthatta a még 1762-ben benyújtott reformtervezetet. IX. Lajos és Moser bizalmatlanok voltak egymással szemben, ellentétüket tovább mélyítette a tartománygróf Vilma leányának házassága Pavel Petrovics orosz nagyherceggel és áttérése ortodox hitre. IX. Lajos külpolitikájában Oroszország felé fordult; ennek egyik jele volt az, hogy visszavonult az osztrák katonai szolgálatból, helyette 1774-ben orosz vezértábornagyi rangot kapott. IX. Lajos az oroszok barátságában látta a garanciát és a segítséget a porosz és az osztrák birodalmi törekvések között őrlődő kisebb német fejedelemségek számára.
1780-ban menesztette Mosert, miután a miniszter nem értett egyet a katonák létszámának növelésével, s helyette a katonaságra fordított összeg csökkentését szorgalmazta; Moser utódja Andreas Peter Hesse tanácsos, Herder sógora lett. Moser bukása azonban nem vetett véget a reformoknak. 1783-ban Georg Konrad Stockhausen a zsidó bizottság (Judenkomission) létrehozásával a zsidóság emancipációja irányába tett lépést. IX. Lajos felismerte, hogy a franciaországi fejlemények forradalom felé haladnak; az „elzászi forradalom” terjedésének megakadályozására konkrét intézkedéseket is hozott.

## Leszármazottai
Gyermekei és unokái révén IX. Lajos nemcsak valamennyi 2022. szeptember 8. után trónon lévő európai uralkodó, hanem számos korábbi európai fejedelem felmenője is. A hessen–darmstadti tartománygróf gyermekeinek házasságáról az édesanyjuk gondoskodott, IX. Lajos nem foglalkozott a házasodási politikával, csaknem teljesen feleségére bízta azt.
Karolina leányának a hessen–homburgi uralkodóval kötött házassága révén IX. Lajos többek között II. Lajos bajor király dédapja lett. Másodszülöttje, Friderika Lujza a porosz uralkodócsaládba házasodott be; az ő Vilma nevű leánya a holland király felesége lett, így IX. Lajos az Oránia–Nassaui-házból származó uralkodók ősévé is vált. Fia, Lajos révén nemcsak az utolsó orosz cárné, Alekszandra Fjodorovna, hanem a Hessen–Darmstadti-ház egyik oldalágából, a Battenberg-házból származó Fülöp edinburgh-i herceg ősatyja is. Amália hercegnő egyik dédunokája I. Ferenc József magyar király volt, de úgyszintén az ő egyenes ági leszármazottja II. Albert monacói herceg. VI. Fülöp spanyol király mind anyai részről, a Hohenzollerneken keresztül, mind apai részéről, a Battenbergeken keresztül IX. Lajosra vezeti vissza családfáját.

## Fordítás
- Ez a szócikk részben vagy egészben  a   Ludwig IX. (Hessen-Darmstadt) című német Wikipédia-szócikk ezen változatának fordításán alapul.  Az eredeti cikk szerkesztőit annak laptörténete sorolja fel. Ez a jelzés csupán a megfogalmazás eredetét és a szerzői jogokat jelzi, nem szolgál a cikkben szereplő információk forrásmegjelöléseként.